# Stazione di Faenza
Stazione di Faenza vasútállomás Olaszországban, Faenza településen.

## Vasútvonalak
Az állomást az alábbi vasútvonalak érintik:
- Bologna–Ancona-vasútvonal
- Firenze–Faenza-vasútvonal
- Faenza–Lavezzola-vasútvonal
- Faenza–Ravenna-vasútvonal

## Kapcsolódó állomások
A vasútállomáshoz az alábbi állomások vannak a legközelebb:
- Stazione di Forlì
- Stazione di Castelbolognese-Riolo Terme
- San Cristoforo Faentino railway halt
- Stazione di Granarolo Faentino